# Day of the Tentacle
Day of the Tentacle (с англ. — «День щупальца») — приключенческая компьютерная игра, выпущенная в 1993 году компанией LucasArts как продолжение игры Maniac Mansion (с англ. — «Особняк маньяков»). Разработкой игры занимались Дэйв Гроссман и Тим Шейфер.
На этот раз основным действующим лицом выступает один из персонажей Maniac Mansion — Берна́рд Берну́лли (Bernard Bernoulli), которому помогают два новых персонажа — Хо́ги (Hoagie) и Лаве́рн (Laverne).
22 марта 2016 года компания Double Fine Productions, возглавляемая одним из авторов игры Тимом Шейфером, выпустила переиздание игры под названием Day of the Tentacle Remastered.

## Сюжет
Прошло три года с момента происшествия с Пурпурным метеоритом. Игра начинается с того, что Пурпурное щупальце (Purple Tentacle) выпивает воду из реки, в которую сбрасывались токсичные отходы. В результате мутации у него вырастают небольшие руки, а сам он, почувствовав себя намного умнее, сообразительнее и агрессивнее, всецело отдаётся идее захвата мира. Прознавший об этом доктор Фред (Fred Edison) связывает Пурпурное щупальце вместе с ни в чём не повинным Зелёным (Green Tentacle) в своей секретной лаборатории.
Бернард получает письмо от Зелёного щупальца с просьбой о помощи, которое Зелёному удалось отослать с хомяком Эда Эдисона (Ed Edison), сына доктора Фреда. Прибывший Бернард обнаруживает потайной ход в лабораторию доктора и по незнанию освобождает щупальца. Получив свободу, Пурпурное щупальце отправляется претворять свой план в жизнь, а Зелёное запирается у себя в комнате и впадает в депрессию. Бернард получает основную задачу от доктора: вместе с друзьями переместиться с помощью машины времени на один день в прошлое и остановить выброс отходов, чтобы предотвратить мутацию щупальца. Однако бриллиант, служащий основным элементом машины, оказывается ненастоящим и, не выдержав нагрузки, разрушается. В результате выхода из строя машины времени Бернард возвращается в настоящее, Хоги отбрасывает на 200 лет в прошлое, а Лаверн перемещается на 200 лет в будущее, полностью принадлежащее щупальцам. Теперь задача усложняется: друзьям предстоит вернуться в настоящее, а для этого им необходимо подключить свои кабинки к источнику питания. Дело затрудняется тем, что Лаверн оказывается в плену у щупалец, а в Америке XVIII века ещё нет электричества, и Хоги придётся создать супер-аккумулятор (в чём ему поможет предок доктора Фреда — Рэд Эдисон (Red Edison)), зарядить его (в чём поможет Бенджамин Франклин в ходе своего знаменитого эксперимента с атмосферным электричеством) и подключить к нему свою кабинку. В свою очередь Бернард должен помочь доктору Фреду починить главный модуль машины времени. Для этого нужно найти 2 миллиона долларов и купить на них настоящий бриллиант. Когда же друзья наконец воссоединятся, им предстоит противостоять высадившемуся в нашем времени десанту щупалец.
Любое воздействие в прошлом неминуемо влияет на настоящее и будущее. Этот эффект помогает героям справиться с поставленными перед ними задачами. Так, например, заставив Джорджа Вашингтона срубить вишнёвое дерево в прошлом, Хоги помогает Лаверн спуститься с дерева, за ветку которого она зацепилась, неудачно выпав из своей кабинки в будущем. Порой действия в прошлом приводят к забавным последствиям в будущем. Например, если во время исторического принятия Конституции США в урну для предложений сунуть рекламную брошюру, в которой сказано, что в подвале каждого дома должен стоять пылесос, то в результате будет создан соответствующий закон о пылесосах.
Предметы можно передавать между временными отрезками, просто смывая их в сливное отверстие перемещаемых капсул машины времени, которые так похожи на туалетные кабинки. Когда доступ к машине времени не заблокирован, это действие выполняется автоматически, если «уронить» предмет на пиктограмму другого персонажа, что экономит играющему немало времени, избавляя от длительных походов к машине времени и обратно.

## Особенности игры
Изначально планировалась возможность выбора между шестью персонажами (как в оригинальном Maniac Mansion) — к существующим Бернарду, Хоги и Лаверн должны были добавиться поэт Честер, девушка-хиппи Мунглоу и Рейзор из Maniac Mansion в качестве «приглашённой звезды». Однако эта задумка была отброшена ради упрощения разработки игры. Образ Честера использовался в персонажах сыновей-близнецов Рэда Эдисона.
В комнате Эда стоит компьютер, воспользовавшись которым, можно поиграть в оригинальную игру Maniac Mansion.

## Переиздание и возможное продолжение
В апреле 2003 года французский игровой сайт Cafzone и игровой журнал Joystick опубликовали новость о том, что испанская компания «Pendulo Studios» работает над продолжением игры, которое будет называться Maniac Mansion 3: Rise of the Tentacle(s) (как отсылка на третий фильм про Терминатора «Terminator 3: Rise of the Machines»). Однако это сообщение оказалось первоапрельской шуткой. В 2009 году компания Telltale Games, только что выпустившая квест Tales of Monkey Island, также заявляла о том, что может начать работу над продолжением Day of the Tentacle, но с тех пор новостей об этом проекте не поступало.
На конференции англ. Playstation Experience в 2014 году создатель игры Тим Шейфер анонсировал переиздание игры под названием Day of the Tentacle Remastered. Шейфер назвал чудом то, что его компании Double Fine Productions удалось выкупить права на игру, и пообещал, что игра останется двухмерной и сохранит стиль оригинала в духе мультипликационных фильмов Чака Джонса.
Летом 2018 года, благодаря уязвимости в защите Steam Web API, стало известно, что точное количество пользователей сервиса Steam, которые играли в переиздание Day of the Tentacle Remastered хотя бы один раз, составляет 265 169 человек.

## Саундтрек

1. Michael Land, Clint Bajakian and Peter McConnell — Introduction & Opening Themes (4:30)
2. Michael Land, Clint Bajakian and Peter McConnell — Debut Of The Chron-O-John (5:25)
3. Michael Land, Clint Bajakian and Peter McConnell — Busting The Candy Machine (0:32)
4. Michael Land, Clint Bajakian and Peter McConnell — The Inn (2:31)
5. Michael Land, Clint Bajakian and Peter McConnell — Dr. Fred’s Laboratory (1:27)
6. Michael Land, Clint Bajakian and Peter McConnell — Flushing The Plans To Hoagie (2:08)
7. Michael Land, Clint Bajakian and Peter McConnell — Cigar Salesman & Vat-O-Teeth (3:30)
8. Michael Land, Clint Bajakian and Peter McConnell — Nurse Edna (2:34)
9. Michael Land, Clint Bajakian and Peter McConnell — Green T And The Sushi Splatters (1:13)
10. Michael Land, Clint Bajakian and Peter McConnell — Honeymoon Suite (1:54)
11. Michael Land, Clint Bajakian and Peter McConnell — Sleepwalking (0:58)
12. Michael Land, Clint Bajakian and Peter McConnell — Visited By IRS (2:06)
13. Michael Land, Clint Bajakian and Peter McConnell — News (0:13)
14. Michael Land, Clint Bajakian and Peter McConnell — Hotel Interiors Past (4:48)
15. Michael Land, Clint Bajakian and Peter McConnell — Hotel Interiors Present (2:15)
16. Michael Land, Clint Bajakian and Peter McConnell — Hotel Interiors Future (1:47)
17. Michael Land, Clint Bajakian and Peter McConnell — Hotel Exteriors Past (2:09)
18. Michael Land, Clint Bajakian and Peter McConnell — Hotel Exteriors Present (1:25)
19. Michael Land, Clint Bajakian and Peter McConnell — Hotel Exteriors Future (2:10)
20. Michael Land, Clint Bajakian and Peter McConnell — A New Look to Stars and Stripes (2:00)
21. Michael Land, Clint Bajakian and Peter McConnell — Red Edison (1:59)
22. Michael Land, Clint Bajakian and Peter McConnell — Ned & Jed Edison (2:37)
23. Michael Land, Clint Bajakian and Peter McConnell — Goodbye, Dead Cousin Ted (1:21)
24. Michael Land, Clint Bajakian and Peter McConnell — Meeting Ben Franklin (0:15)
25. Michael Land, Clint Bajakian and Peter McConnell — Brewing Up A Storm (0:56)
26. Michael Land, Clint Bajakian and Peter McConnell — Building The Fire (0:43)
27. Michael Land, Clint Bajakian and Peter McConnell — Tentacle Disco (1:51)
28. Michael Land, Clint Bajakian and Peter McConnell — Tentacle Headquarters (1:45)
29. Michael Land, Clint Bajakian and Peter McConnell — Tentacle Jail (1:23)
30. Michael Land, Clint Bajakian and Peter McConnell — The Human Show (4:01)
31. Michael Land, Clint Bajakian and Peter McConnell — Future Basement & U-Suck (2:11)
32. Michael Land, Clint Bajakian and Peter McConnell — The Purple Army (5:19)
33. Michael Land, Clint Bajakian and Peter McConnell — Bowling For Tentacles & Mail This To Siberia (3:59)
34. Michael Land, Clint Bajakian and Peter McConnell — Epilogue (2:14)
35. Michael Land, Clint Bajakian and Peter McConnell — Stars And Slime Forever & End Titles (2:47)

## Отзывы
| Сводный рейтинг | Сводный рейтинг | Сводный рейтинг |
| Издание         | Оценка          | Оценка          |
| Издание         | PC              | PS4             |
| --------------- | --------------- | --------------- |
| GameRankings    | 86,27 %         | 84,83 %         |